# T Coronae Borealis
T Coronae Borealis è una stella binaria della costellazione della Corona boreale, una delle poche nove ricorrenti conosciute della nostra galassia. Nell'ambito delle nove ricorrenti T Coronae Borealis viene catalogata nel sottogruppo delle RS Oph, uno dei tre sottogruppi in cui sono suddivise le nove ricorrenti ed il cui prototipo è RS Ophiuchi. Questo sottogruppo ha come caratteristiche di avere come stelle secondarie delle giganti rosse, una veloce perdita di luminosità dell'ordine delle 0,3 magnitudini al giorno, un'elevata velocità iniziale di espulsione di materia dell'ordine dei 4.000 km/s.
Il sistema stellare è costituito da un sistema binario di stelle composto da una nana bianca di grande massa, da una gigante rossa e da un disco di accrescimento in orbita attorno alla nana bianca alimentato da gas (principalmente idrogeno) proveniente dalla gigante rossa. Sotto l'azione dell'elevatissimo campo gravitazionale della nana bianca, masse di gas sono strappate dalla stella compagna e progressivamente si accumulano nel disco d'accrescimento, in una lenta caduta spiraleggiante verso la superficie della stella degenere. Periodicamente, circa ogni 80 anni, al raggiungimento di una massa critica, la repentina trasformazione dell'energia cinetica del gas del disco in calore nell'impatto sulla superficie innesca termicamente una fusione nucleare dell'idrogeno (runaway thermonuclear reaction in inglese) che dà origine al fenomeno della nova.
La distanza del sistema stellare dal sistema solare non è ancora stata stabilita con certezza e varia - secondo le stime dei ricercatori - tra 2.600 ± 460 anni luce (800 ± 140 parsec) e 3.130 ± 490 anni luce (960 ± 150 parsec).
T Coronae Borealis in stato di quiete (minimo) fluttua attorno alla 10ª visuale con una magnitudine bolometrica apparente media di 7,57. Poco prima dell'esplosione presenta un aumento di luminosità che può essere accompagnato da diminuzioni di luminosità per poi esplodere. Al massimo di un'esplosione raggiunge una luminosità di 200.000 L☉. T Coronae Borealis è la più luminosa delle nove ricorrenti conosciute raggiungendo la 2ª magnitudine apparente.

## Caratteristiche del sistema
Le due stelle hanno un periodo di rivoluzione attorno al baricentro del sistema di 227,57 giorni ad una distanza compresa tra 0,9 ± 0,1 e 0,965 UA. Le caratteristiche fisiche delle componenti del sistema sono:
- nana bianca: la sua massa non è ancora stata stabilita con certezza, secondo alcuni astronomi sarebbe di 1,2 ± 0,2 M☉[8], secondo altri sarebbe compresa tra 1,35 e 1,377 M☉[10].
- gigante rossa: spettro M4 III, massa 0,7 ± 0,2 M☉, il suo raggio è di 66 ± 11 R☉, la sua luminosità è di 620 ± 120 L☉, la sua temperatura superficiale è compresa tra i 3.400[5] e i 3560 K[8]. A questa stella sono attribuite fluttuazioni di luminosità di ampiezza variabile e con un periodo semiregolare di circa 55 giorni[8], inoltre è classificata dall'AAVSO anche come variabile ellissoidale rotante, con periodo di 227,6 giorni[11].
- disco d'accrescimento: il disco d'accrescimento ha un raggio di circa 100 u.a. e uno spessore di circa 10 u.a.[12], è alimentato dal gas che fuoriesce dal lobo di Roche della gigante rossa ad un ritmo stimato in circa 2,5×10−7 M⊙ per anno[8].

## Esplosioni

### Antichità
A fine agosto 2023 è uscito un articolo che riporta l'osservazione di due esplosioni avvenute prima della scoperta di T Coronae Borealis come nova ricorrente: una è avvenuta attorno al dicembre 1787 e l'altra ad ottobre 1217 .

### Esplosione del 1866
Il 12 maggio 1866 salì velocemente dalla magnitudine 9,5 alla 2,3 ma dopo 9 giorni non era più visibile ad occhio nudo. Raggiunse la magnitudine assoluta di −8,7 equivalente a 230.000 L☉.

### Esplosione del 1946
Il mattino del 9 febbraio 1946 l'astronomo statunitense Armin Joseph Deutsch dell'Osservatorio Yerkes scoprì che era nuovamente in esplosione. Raggiunse la magnitudine apparente 3,2 e quella assoluta −8,4, equivalente a 180.000 L☉.

### Prossima esplosione
Sulla base della periodicità finora osservata sono cominciate ad apparire previsioni sulla data della prossima esplosione, una di queste indicava per l'esplosione il settembre 2024 . Tuttavia ad inizio agosto 2025, l'esplosione non è ancora stata osservata, nonostante ciò si ritiene sia imminente. La luminosità di picco è attesa tra le magnitudini 2 e 3, con T Coronae Borealis paragonabile in splendore e colore con la stella Gemma della medesima costellazione.